# Cincovillas
Cincovillas – gmina w Hiszpanii, w prowincji Guadalajara, w Kastylii-La Mancha, o powierzchni 16,4 km². W 2011 roku gmina liczyła 25 mieszkańców.